# Ross River Airport
Ross River Airport är en flygplats i Kanada. Den ligger i den centrala delen av landet, 4 000 km väster om huvudstaden Ottawa. Ross River Airport ligger 705 meter över havet.
Terrängen runt Ross River Airport är huvudsakligen kuperad. Ross River Airport ligger nere i en dal. Trakten runt Ross River Airport är nära nog obefolkad, med mindre än två invånare per kvadratkilometer..